# Кузнецов Володимир Васильович
Володимир Васильович Кузнецо́в (нар. 13 вересня 1924, Москва — пом. 23 грудня 1998, Харків) — український живописець і педагог; член Харківської організації Спілки радянських художників України з 1959 року.

## Біографія
Народився 13 вересня 1924 року в місті Москві (нині Росія). Протягом 1940—1941 років навчався у Московському художньому училищі. Брав участь у німецько-радянській війні. Після закінчення війни у 1945—1947 роках продовжив навчання у Казанському художньому училищі та у 1948—1954 роках у Харківському художньому інституті. Його викладачами були Федір Федоровський, Петро Петровичев, Петро Котов, Леонід Чернов. Член КПРС з 1953 року.
Жив у Харкові, в будику на вулиці Отакара Яроша, № 21 а, квартира 12. Працював у творчій майстерні. Викладав у Харківському художньо-промисловому інституті. Помер у Харкові 23 грудня 1998 року.

## Творчість
Працював в галузі станкового живопису. Створював портрети, натюрморти, пейзажі у реалістичному стилі. Серед робіт:
- «Володимир Маяковський серед молоді» (1957);
- «Бригада комуністичної праці Ф. Амеліна» (1960);
- «Перед зміною» (1961);
- «На Єнісеї» (1963);
- «Тривожний ранок блокади» (1967);
- «На комсомольській вахті» (1968);
- «Залізний виконроб Д. Мельников» (1969);
- «Колгоспний вечір» (1971);
- «Михайло Калашников» (1975);
- «Плавка дружби» (1977);
- «Спекотний полудень» (1987);
- «Перший трактор ХТЗ» (1987);
- «Уже небо осінню дихало» (1989);
- «Солов'їна пора» (1989);
- «Журавлина пора» (1997).

Брав участь у республіканських, всесоюзних і зарубіжних мистецьких виставках з 1954 року. Персональна посмертна виставка відбулася в Харкові у 1999 році.

## Відзнаки
- Нагороджений орденом Трудового Червоного Прапора;
- Заслужений діяч мистецтв УРСР з 1974 року.